# Native American Church

Native American Churchs logotyp

Native American Church är en synkretistisk religiös rörelse som blev officiellt stiftad i Oklahoma i USA år 1918. Den första högsta ledaren var comanchen Quanah Parker. Rörelsen har ungefär 250000 medlemmar (2006).

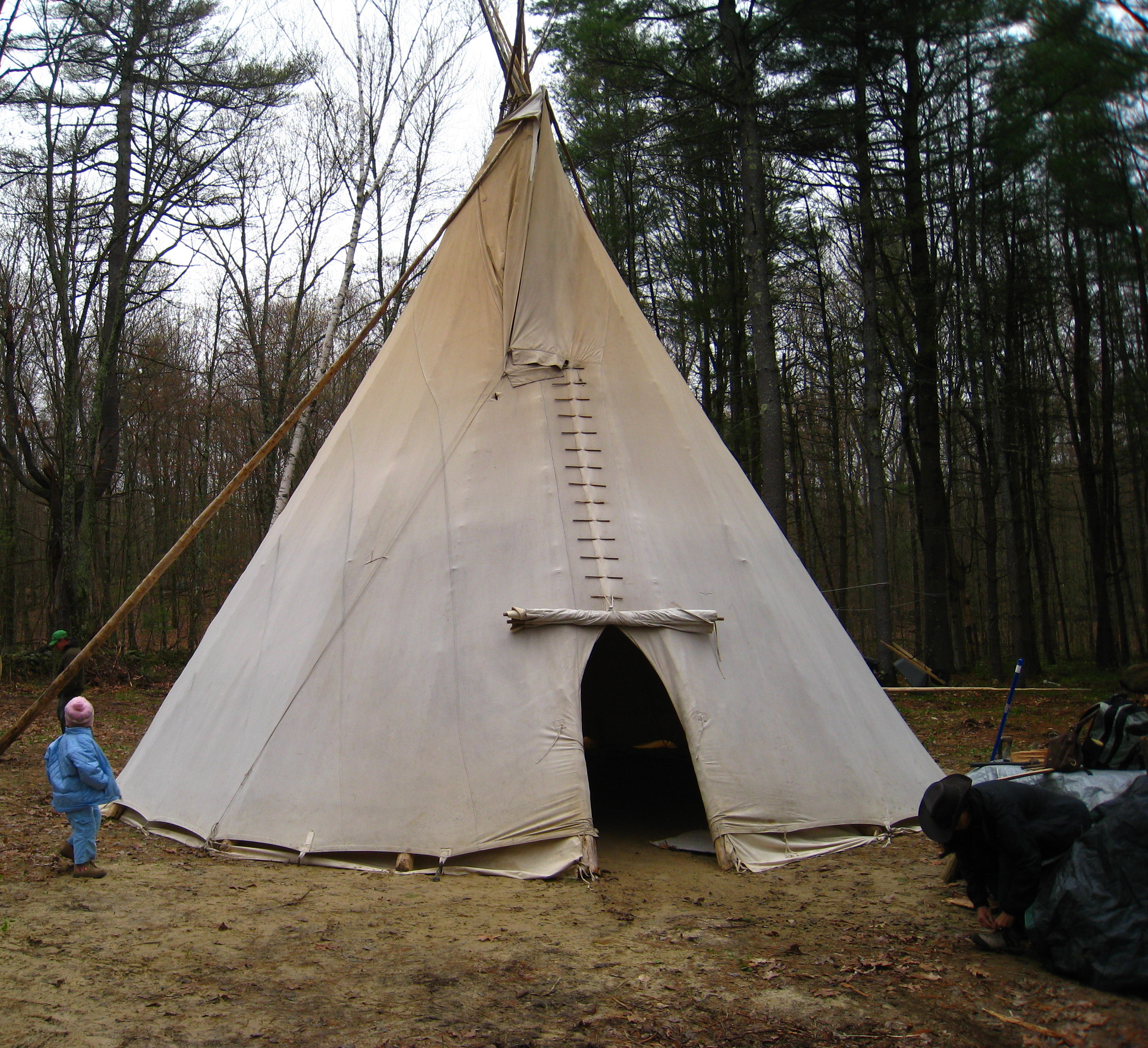
Tipi (tälttyp) för peyoteceremonier

Rörelsen är känd för sin användning av peyote, en kaktus som innehåller en hallucinogen substans. Dess användning är förbjuden genom Comprehensive Drug Abuse Prevention and Control Act från 1970. Men ett avsteg ger medlemmarna i Native American Church tillåtelse att använda den i sina religiösa riter. Ceremonierna äger rum i tipier. 
Det är känt att användning av peyote i religiösa riter var vanligt i stora delar av sydvästra Nordamerika år 1630.